# Evoluciona biologija
Evoluciona biologija je jedno od polja biologije koje se bavi strudiranjem evolucionih procesa koji su proizveli raznovrsnost života na Zemlji. Evolucionarni biolozi studiraju nasleđivanje vrsta i poreklo novih vrsta.
Studiranje evolucije je ujedinjavajući koncept svih disciplina evolucione biologije. Evoluciona biologija je konceptualna oblast biologije koje je preseku sa mnoštva drugih polja, npr. citologije, populacione biologije, zoologije, ornitologije, teoretske biologije, eksperimentalna evolucije, palentologije. Obično se preseci smatraju zasebni poljima kao što je evoluciona ekologija i evoluciona razvojna biologija.